# Flughafen Vahitahi

i7
i11
i13
Der Flughafen Vahitahi (IATA-Code: VHZ, ICAO-Code: NTUV) ist ein regionaler Flughafen auf dem Vahitahi-Atoll in Französisch-Polynesien. Er liegt südlich des Ortes Mohitu und befindet sich rund 1150 Kilometer östlich der Hauptinsel Tahiti.
Der Flughafen wurde im Jahr 1978 eingeweiht.

## Fluggesellschaften und Ziele
Air Tahiti ist die einzige Fluggesellschaft, die den Flughafen im Linienbetrieb anfliegt.
| Fluggesellschaft | Ziele         |
| ---------------- | ------------- |
| Air Tahiti       | Hao, Tatakoto |